# Fléac
Fléac är en kommun i departementet Charente i regionen Nouvelle-Aquitaine i västra Frankrike. Kommunen ligger  i kantonen La Couronne som ligger i arrondissementet Angoulême. År 2022 hade Fléac 3 856 invånare.

## Befolkningsutveckling
Antalet invånare i kommunen Fléac
Referens:INSEE